# Fort Worth Star-Telegram
El Fort Worth Star-Telegram es un periódico estadounidense que presta servicios en Fort Worth y el condado de Tarrant, la mitad occidental del área del norte de Texas conocida como Metroplex. Es propiedad de The McClatchy Company.

## Historia
En mayo de 1905, Amon G. Carter aceptó un trabajo como vendedor de espacios publicitarios en Fort Worth. Unos meses más tarde, aceptó ayudar a financiar y administrar un nuevo periódico en la ciudad. El Fort Worth Star imprimió su primer periódico el 1 de febrero de 1906, con Carter como director de publicidad. y Louis J. Wortham como su primer editor.
El Star perdió dinero y estuvo en peligro de quebrar cuando Carter tuvo una idea audaz: recaudar dinero adicional y comprar el principal competidor de su periódico, el Fort Worth Telegram. En noviembre de 1908, el Star compró el Telegram por 100 000 dólares y los dos periódicos se fusionaron el 1 de enero de 1909 para formar el Fort Worth Star-Telegram.
Desde 1923 hasta después de la Segunda Guerra Mundial, el Star-Telegram se distribuyó en una de las áreas de mayor circulación de cualquier periódico en el Sur, sirviendo no solo a Fort Worth sino también al oeste de Texas, Nuevo México y el oeste de Oklahoma. El periódico creó WBAP en 1922 y la primera estación de televisión de Texas, WBAP-TV, en 1948.

## Mercado
El área de circulación de Star-Telegram es el área metropolitana de Fort Worth/Arlington (cuatro condados) y 14 condados circundantes. El mercado principal del periódico es el área metropolitana de cuatro condados de Fort Worth/Arlington, así como el suburbio de Grand Prairie en Dallas y Fort Worth. El área metropolitana de Fort Worth/Arlington es la parte occidental de la cuarta área metropolitana más grande de los Estados Unidos, el área estadística combinada de Dallas/Fort Worth/Arlington. Fort Worth/Arlington ocupa el puesto 29 como área metropolitana más poblada.

## Premios Pulitzer
- 1981 Premio Pulitzer de fotografía de noticias de última hora: Larry C. Price por «sus fotografías de Liberia».
- Premio Pulitzer por Servicio Público de 1985: Mark Thompson «por un informe que reveló que casi 250 militares estadounidenses habían perdido la vida como resultado de un problema de diseño en los helicópteros construidos por Bell Helicopter, una revelación que finalmente llevó al Ejército a dejar en tierra casi 600 helicópteros Huey pendiente de su modificación».

## Presencia en línea
El Star-Telegram es el periódico en línea en funcionamiento continuo más antiguo del país.StarText, un servicio basado en ASCII, se inició en 1982 y finalmente se integró en el sitio web actual del periódico, star-telegram.com.

## Premios
La serie de videos «Titletown, TX»del periódico obtuvo tres premios Lone Star Emmy 2017, los primeros en la historia de Star-Telegram, y un premio a la excelencia e innovación en la narración visual de los premios Online Journalism Awards 2017.
En 2006, el Star-Telegram ganó el Premio de Periodismo de Estilo de Vida de Misuri a la Excelencia General, Clase IV.

## Lectura adicional
- Flemmons, Jerry (1998). Amon: The Texan Who Played Cowboy for America. Lubbock: Texas Tech University Press. ISBN 0-89672-406-9.
- Harral, Paul K. (10 de mayo de 2012). «Extra! Extra! The Star-Telegram: is it still relevant?». Fort Worth, Texas (Fort Worth).